# Stay on These Roads
«Stay on These Roads» — третій студійний альбом норвезького гурту a-ha, виданий 1988 року.
Успіх цього диску перевершив досягнення попередніх: п'ять пісень з десяти потрапили в топ-20, сам альбом зайняв другий рядок у британському чарті. Група вирушила у світове турне 74 містами. Альбом розійшовся чотиримільйонним тиражем.

## Музиканти
- Пол Воктор-Савой (Paul Waaktaar-Savoy) (6 вересня 1961) — композитор, гітарист, вокаліст
- Магне Фуругольмен (Magne Furuholmen) (1 листопада 1962) — клавішник, композитор, вокаліст, гітарист
- Мортен Гаркет (Morten Harket) (14 вересня 1959) — вокаліст.

## Композиції
| #   | Назва                           | Автор                       | Тривалість |
| --- | ------------------------------- | --------------------------- | ---------- |
| 1.  | «Stay on These Roads»           | Воктор, Фуругольмен, Гаркет | 4:45       |
| 2.  | «The Blood That Moves The Body» | Воктор                      | 4:06       |
| 3.  | «Touchy!»                       | Воктор, Фуругольмен, Гаркет | 4:34       |
| 4.  | «This Alone Is Love»            | Воктор, Фуругольмен         | 5:15       |
| 5.  | «Hurry Home»                    | Воктор, Фуругольмен         | 4:37       |
| 6.  | «The Living Daylights»          | Фуругольмен, Джон Барри     | 4:47       |
| 7.  | «There's Never A Forever Thing» | Воктор                      | 2:53       |
| 8.  | «Out of Blue Comes Green»       | Воктор                      | 6:42       |
| 9.  | «You Are The One»               | Воктор, Фуругольмен         | 3:51       |
| 10. | «You'll End Up Crying»          | Воктор                      | 2:06       |

## Позиції в чартах

### Альбом
| Чарт                                    | ЛП  |
| --------------------------------------- | --- |
| Австрія Австрійський альбом-чарт        | 9   |
| Велика Британія Британський альбом-чарт | 2   |
| Німеччина Німецький альбом-чарт         | 4   |
| Італія Італійський альбом-чарт          | 2   |
| Канада Канадський альбом-чарт           | 55  |
| Норвегія Норвезький альбом-чарт         | 1   |
| США Billboard 200                       | 148 |
| Швейцарія Швейцарський альбом-чарт      | 6   |
| Швеція Шведський альбом-чарт            | 10  |

### Сингли
| Рік  | Сингл                         | Чарт                                   | ЛП |
| ---- | ----------------------------- | -------------------------------------- | -- |
| 1988 | Stay on These Roads           | Австрія Австрійський сингл-чарт        | 1  |
| 1988 | Stay on These Roads           | Велика Британія Британський сингл-чарт | 5  |
| 1988 | Stay on These Roads           | Німеччина Німецький сингл-чарт         | 7  |
| 1988 | Stay on These Roads           | Ірландія Ірландський сингл-чарт        | 2  |
| 1988 | Stay on These Roads           | Італія Італійський сингл-чарт          | 1  |
| 1988 | Stay on These Roads           | Норвегія Норвезький сингл-чарт         | 1  |
| 1988 | Stay on These Roads           | Франція Французький сингл-чарт         | 3  |
| 1988 | Stay on These Roads           | Швейцарія Швейцарський сингл-чарт      | 10 |
| 1988 | Stay on These Roads           | Швеція Шведський сингл-чарт            | 17 |
| 1988 | The Blood That Moves The Body | Велика Британія Британський сингл-чарт | 25 |
| 1988 | The Blood That Moves The Body | Німеччина Німецький сингл-чарт         | 23 |
| 1988 | The Blood That Moves The Body | Ірландія Ірландський сингл-чарт        | 11 |
| 1988 | The Blood That Moves The Body | Швейцарія Швейцарський сингл-чарт      | 29 |
| 1988 | Touchy!                       | Велика Британія Британський сингл-чарт | 11 |
| 1988 | Touchy!                       | Німеччина Німецький сингл-чарт         | 13 |
| 1988 | Touchy!                       | Ірландія Ірландський сингл-чарт        | 6  |
| 1988 | Touchy!                       | Франція Французький сингл-чарт         | 5  |
| 1988 | Touchy!                       | Швейцарія Швейцарський сингл-чарт      | 18 |
| 1988 | You Are the One               | Велика Британія Британський сингл-чарт | 13 |
| 1988 | You Are the One               | Німеччина Німецький сингл-чарт         | 30 |
| 1988 | You Are the One               | Ірландія Ірландський сингл-чарт        | 12 |
| 1988 | You Are the One               | Франція Французький сингл-чарт         | 21 |